# Saint-Laurent-du-Var
Saint-Laurent-du-Var är en kommun i Frankrike med 27 252 invånare.

## Befolkningsutveckling
Antalet invånare i kommunen Saint-Laurent-du-Var
| Referens: INSEE |